# کادیلاک اس‌تی‌اس

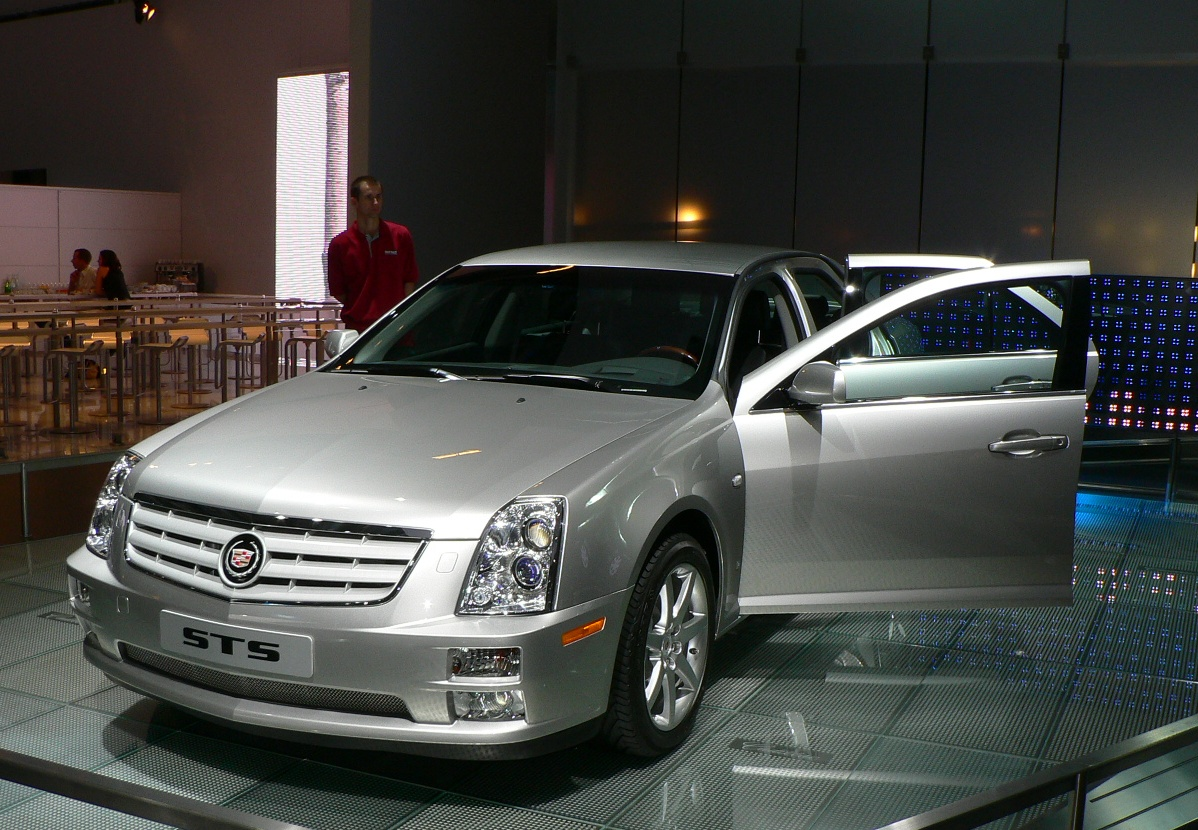
شورلت اس‌تی‌اس، پاریس، ۲۰۰۶

کادیلاک اس‌تی‌اس (به انگلیسی: Cadillac STS) یکی از مدل‌های بازنشسته خودروی لوکس کمپانی آمریکایی کادیلاک است.